# Raúl Vicente Amarilla
Raúl Vicente Amarilla Vera (* 19. červenec 1960, Luque) je bývalý paraguaysko-španělský fotbalista. Hrával na pozici útočníka.
Jeho reprezentační kariéra se nerozvinula. Ve dvaceti letech odešel hrát do Španělska a bylo mu nabídnuto, aby hrál za španělskou jednadvacítku. On přijal a skutečně dvakrát se ve španělském mládežnickém výběru objevil. To mu nicméně zabránilo později reprezentovat Paraguay, ačkoli Paraguayci o to usilovali, protože FIFA přestupy mezi národními týmy odmítá. Do španělské seniorské reprezentace povolán nebyl.
Vše si vynahradil na klubové úrovni. S Olimpií Asunción vyhrál roku 1990 Poháru osvoboditelů (Copa Libertadores), nejprestižnější jihoamerickou klubovou soutěž. Ve stejném roce s Olimpií získal pohár Supercopa Libertadores (existoval v letech 1988–1997) a pohár Recopa (Recopa Sudamericana). V dresu FC Barcelona se stal v sezóně 1984/85 mistrem Španělska a jednou získal španělský pohár (1987/88). S Olimpií byl dvakrát mistrem Paraguaye (1988, 1993).
Roku 1988 byl nejlepším střelcem paraguayské ligy (17 gólů), roku 1989 s deseti brankami nejlepším střelcem Poháru osvoboditelů a roku 1990 byl vyhlášen nejlepším fotbalistou Jižní Ameriky.
Po skončení hráčské kariéry se stal trenérem, v letech 2006–07 vedl paraguayskou reprezentaci.